# Разговор ангелов
«Разговор ангелов» (англ. Talk of Angels) — романтическая военная драма режиссёра Ника Хэмма. Другое название фильма — «Беседа ангелов»

## Сюжет
Северная Испания, 1936 год. Молодая учительница Мэри Лавель приехала на работу в страну, где начинается гражданская война. Она должна стать гувернанткой дочерей богатого землевладельца и политика. В его особняке она встретила свою любовь, женатого сына хозяина.

## В ролях
| Актёр                           | Роль                  |
| ------------------------------- | --------------------- |
| Полли Уокер                     | Мэри Лавель           |
| Венсан Перес                    | Франсиско Аревага     |
| Франко Неро                     | доктор Висент Аверага |
| Фрэнсис Макдорманд              | Конлон                |
| Рут Маккейб (англ. Ruth McCabe) | О'Тул                 |
| Мариса Паредес                  | донна Консуэло        |
| Франсиско Рабаль                | дон Жорже             |
| Пенелопа Крус                   | Пилар                 |
| Ариадна Хиль                    | Беатрис               |